# Prat de Cabanes i Torreblanca
Prat de Cabanes i Torreblanca este o arie protejată (sit de importanță comunitară — SCI) din Spania întinsă pe o suprafață de 1.939,98 ha, integral pe uscat.

## Localizare
Centrul sitului Prat de Cabanes i Torreblanca este situat la coordonatele 40°10′11″N 0°10′57″E / 40.1697°N 0.1825°E.

## Înființare
Situl Prat de Cabanes i Torreblanca a fost declarat sit de importanță comunitară în decembrie 1997 pentru a proteja 18 specii de animale.

## Biodiversitate
Situată în ecoregiunile marină mediteraneană și mediteraneană, aria protejată conține 10 habitate naturale: Tufărișuri halofile mediteraneene și termo-atlantice (Sarcocornetea fruticosi), Pășuni mediteraneene udate de apa mării (Juncetalia maritimi), Iazuri temporare mediteraneene, Straturi cu Posidonia (Posidonion oceanicae), Pajiști umede mediteraneene cu ierburi înalte de Molinio-Holoschoenion, Lagune de coastă, Mlaștini calcaroase cu Cladium mariscus și specii de Caricion davallianae, Faleze cu vegetație de Limonium spp. endemic de pe coastele mediteraneene, Dune de coastă cu Juniperus spp., Dune mobile de-a lungul țărmului cu Ammophila arenaria („dune albe”).
La baza desemnării sitului se află mai multe specii protejate:
- păsări (15): rață mare (Anas platyrhynchos), stârc roșu (Ardea purpurea), buhai de baltă (Botaurus stellaris), prundăraș de sărătură (Charadrius alexandrinus), erete cenușiu (Circus pygargus), lișiță (Fulica atra), ciovlica roșcată (Glareola pratincola), piciorong (Himantopus himantopus), stârc pitic (Ixobrychus minutus), Larus audouinii, rață cu ciuf (Netta rufina), Porphyrio porphyrio, cristei de baltă (Rallus aquaticus), silvie de tufiș (Sylvia undata), corcodel mic (Tachybaptus ruficollis)
- pești (2): Aphanius iberus, Valencia hispanica
- reptile (1): țestoasa de baltă (Emys orbicularis)

Pe lângă speciile protejate, pe teritoriul sitului au mai fost identificate 3 specii de plante.